# Castillo de Kurume
El castillo de Kurume (久留米城  Kurume-jō?) es un castillo japonés ubicado en la localidad japonesa de Kurume (antiguamente provincia de Chikugo), prefectura de Fukuoka. A lo largo su historia fue la residencia de los clanes Mori, Tanaka y Arima.

## Historia
Los orígenes de este castillo se remontan a los últimos años del período Muromachi. Su construcción inició en el año 1504 y terminó en 1521, se dice que era el comienzo de una fortaleza construida en torno a lo que se denominaba el castillo de Shinohara cerca de la zona. El castillo de Kurume fue construido en una montaña cercana al río Chikugo. Entre los años 1532 y 1555 se tiene un registro de la renovación de las tierras que poseían los señores feudales. En este perío hubo muchas disputas entre territorios, la zona donde se encuentra el castillo de Kurume no sería la excepción.
El samurai Mori Hidekane se trasladó al castillo en 1587 por concesión de Toyotomi Hideyoshi. Sin embargo, la propiedad dejaría de pertenecer al clan Mori para pasar a administración del clan Tanaka en 1601,  debido a los importantes logros de Tanaka Yoshimasa en la batalla de Sekigahara y se convertiría en el señor feudal del dominio de Chikugo, su hijo, Norimasa sería su heredero, sin embargo este perdería la propiedad al morir y no tener herederos en 1621. Fue entonces cuando el castillo pasaría a ser propiedad de Arima Toyoji al convertirse en señor feudal de cinco tierras feudales en la provincia de Chikugo y desde entonces sería el clan que ejerció mayor influencia en el castillo y que fue su hogar por más tiempo, al ser la residencia del clan Arima hasta finales del período Edo en 1871.
El 19 de marzo de 1983 fue designado como ruinas históricas de la prefectura de Fukuoka.

## Galería

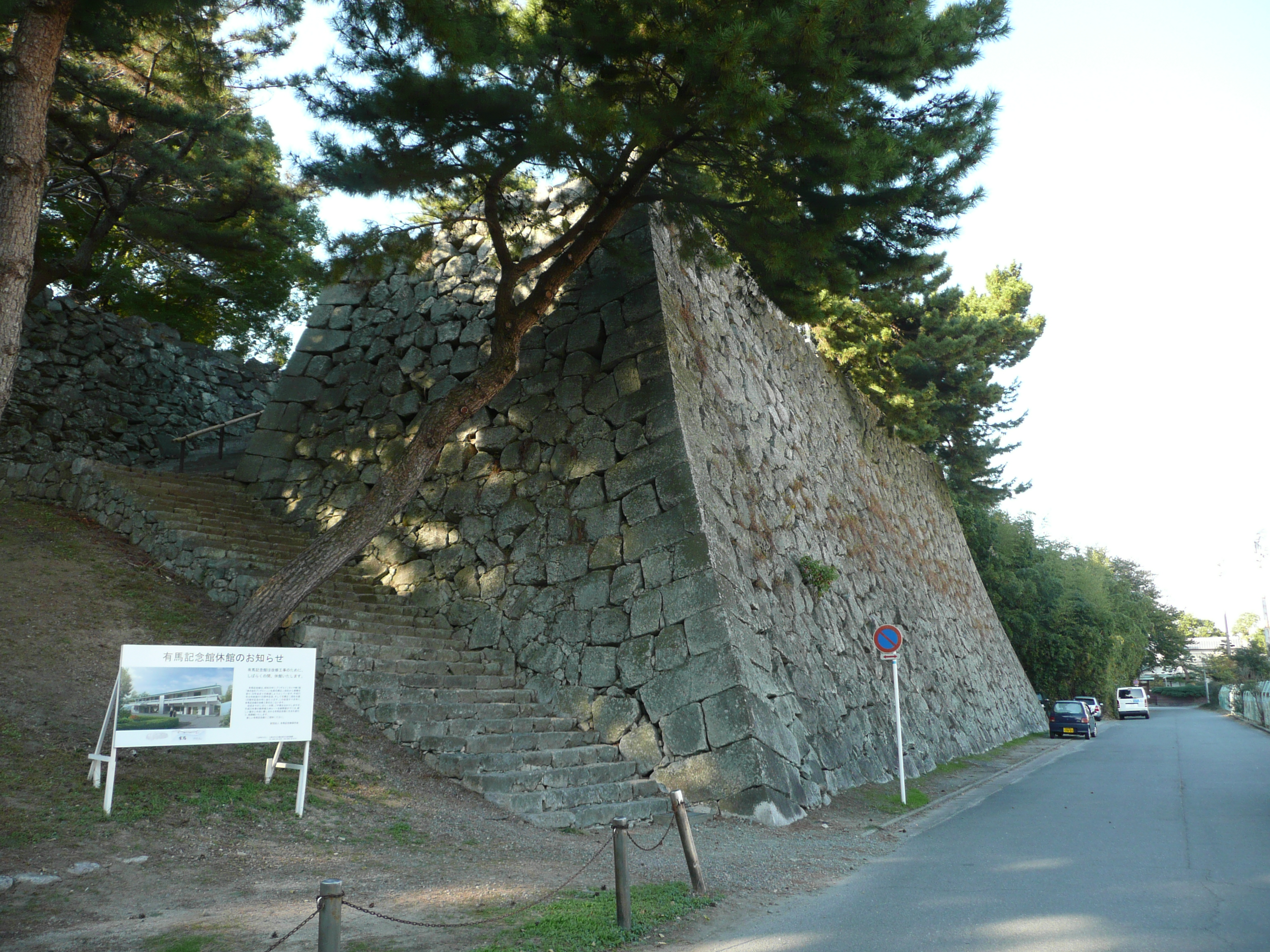
Vista de la torre de la Luna (月見櫓).
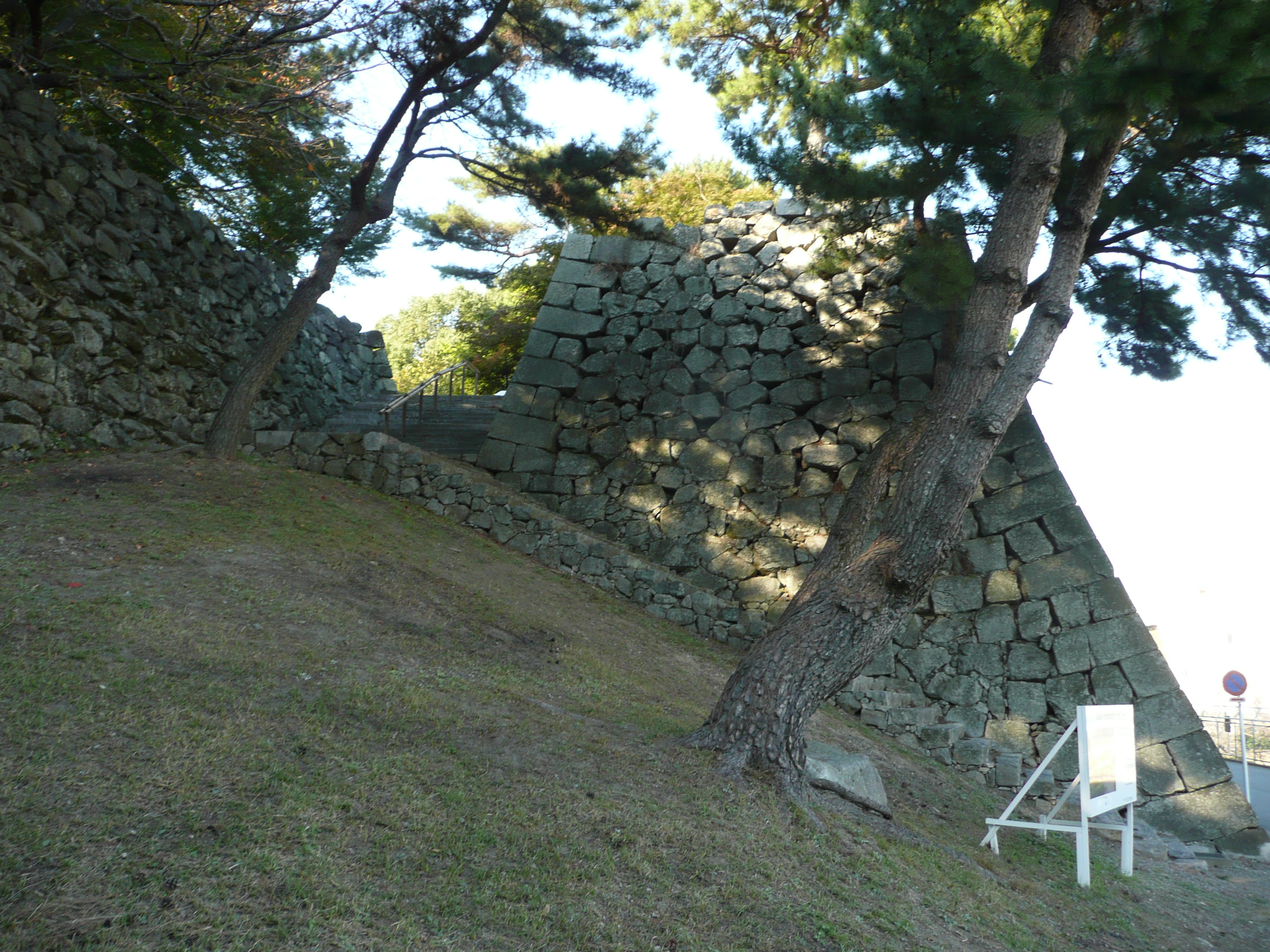
Santuario (arriba a la derecha)
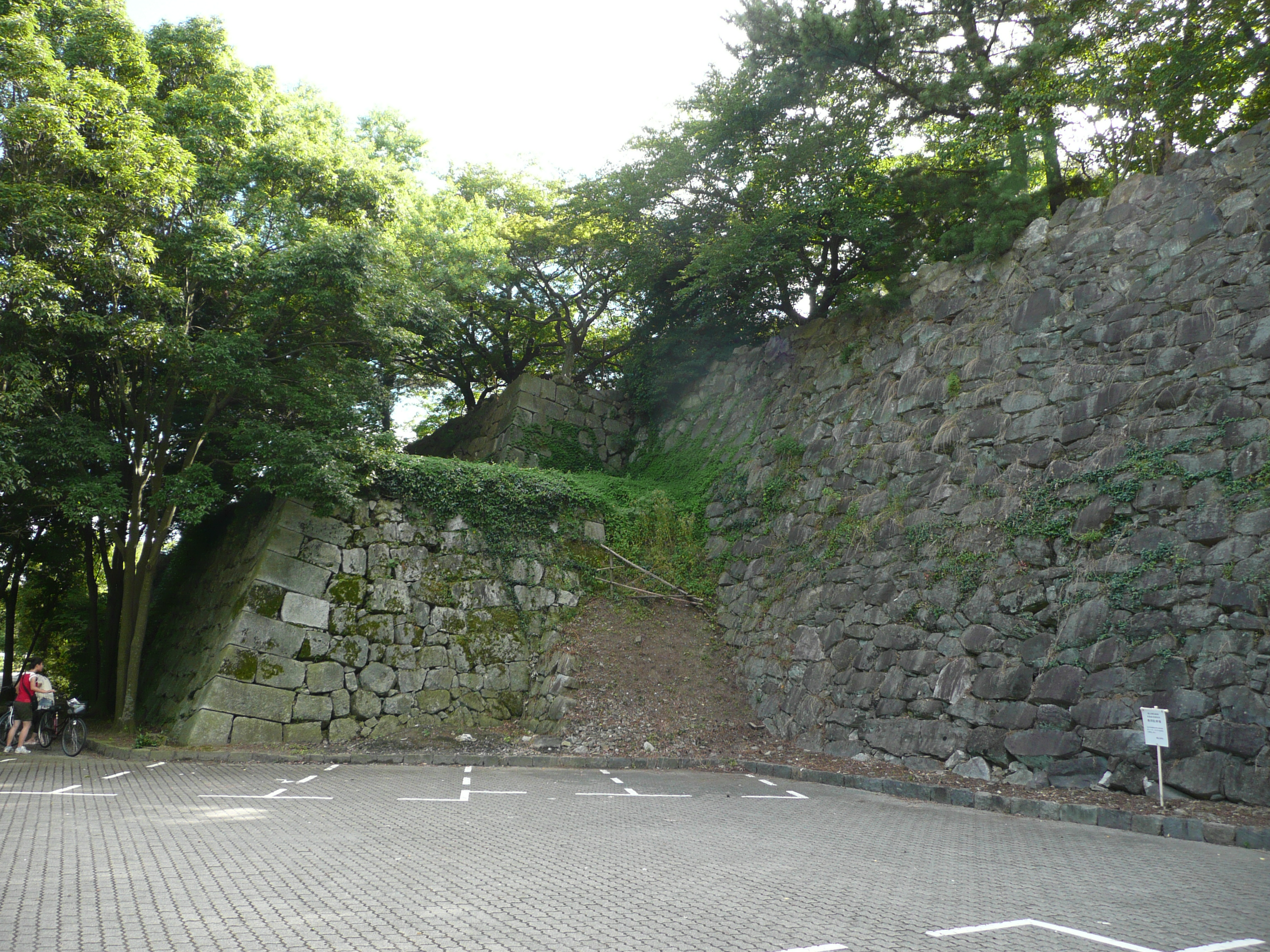
Vista de la torre Tatsumi (巽櫓)
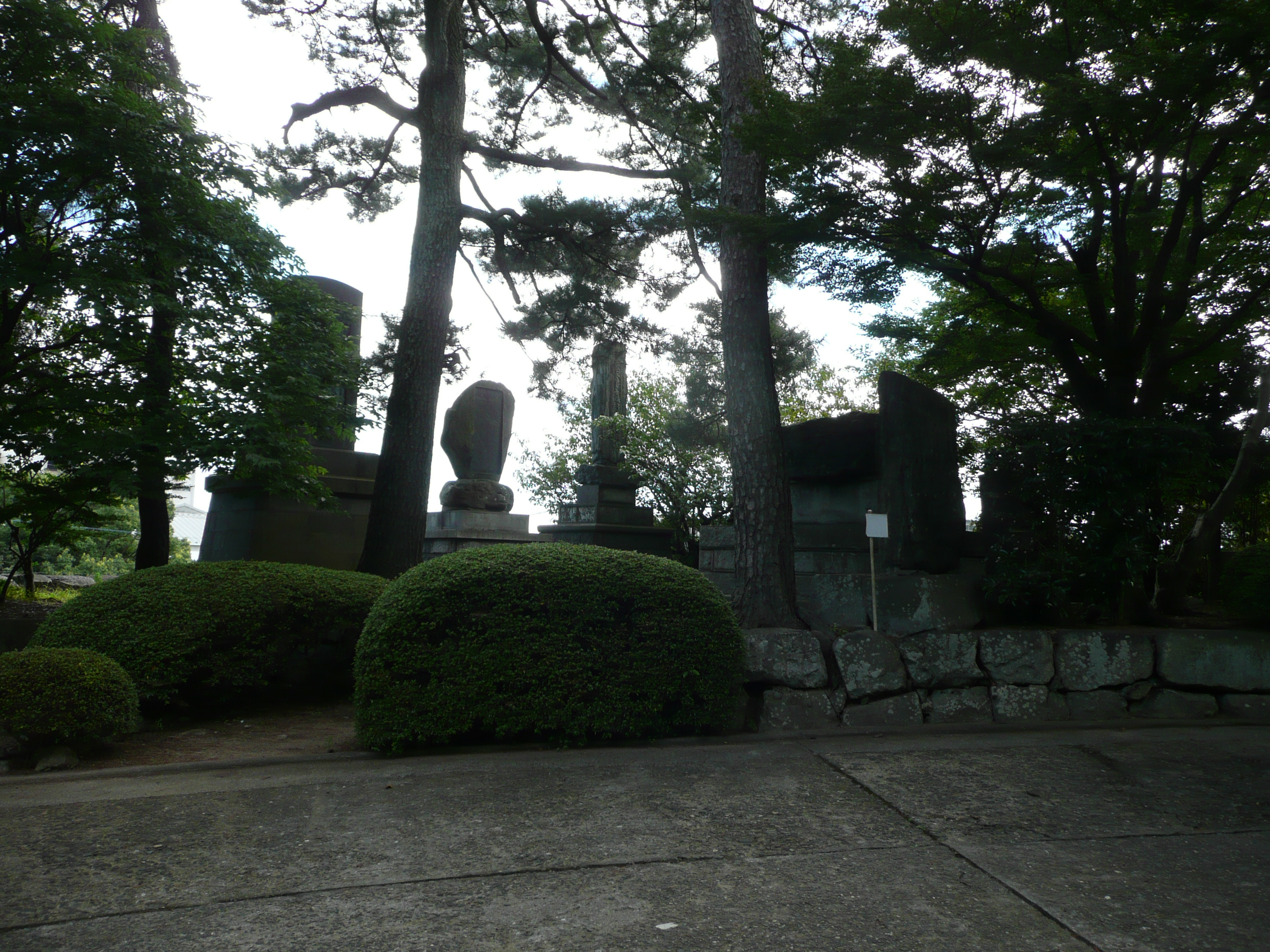
Ruinas de la torre del Tambor (太鼓櫓)
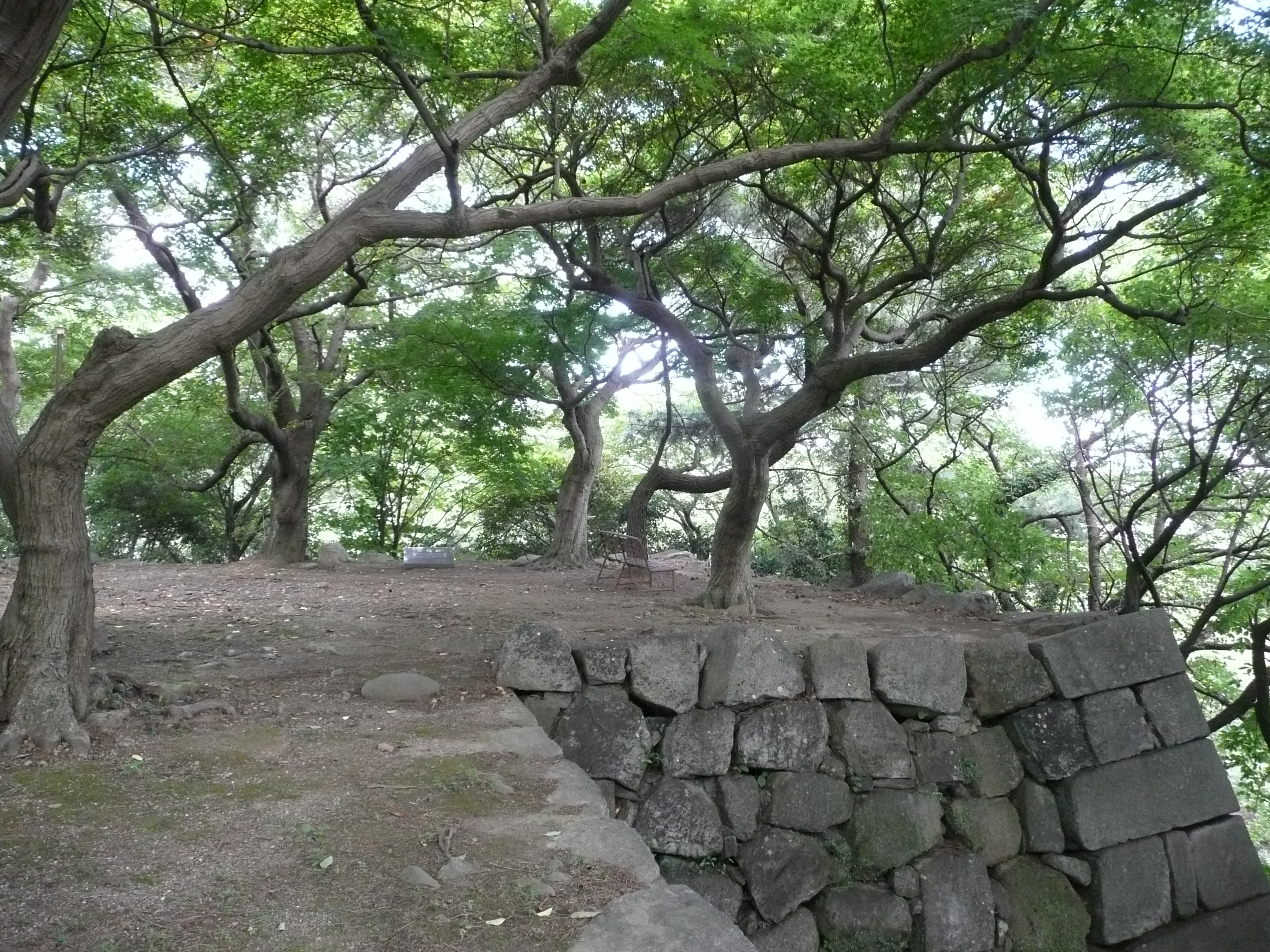
Ruinas de la torre sureste (巽櫓跡)
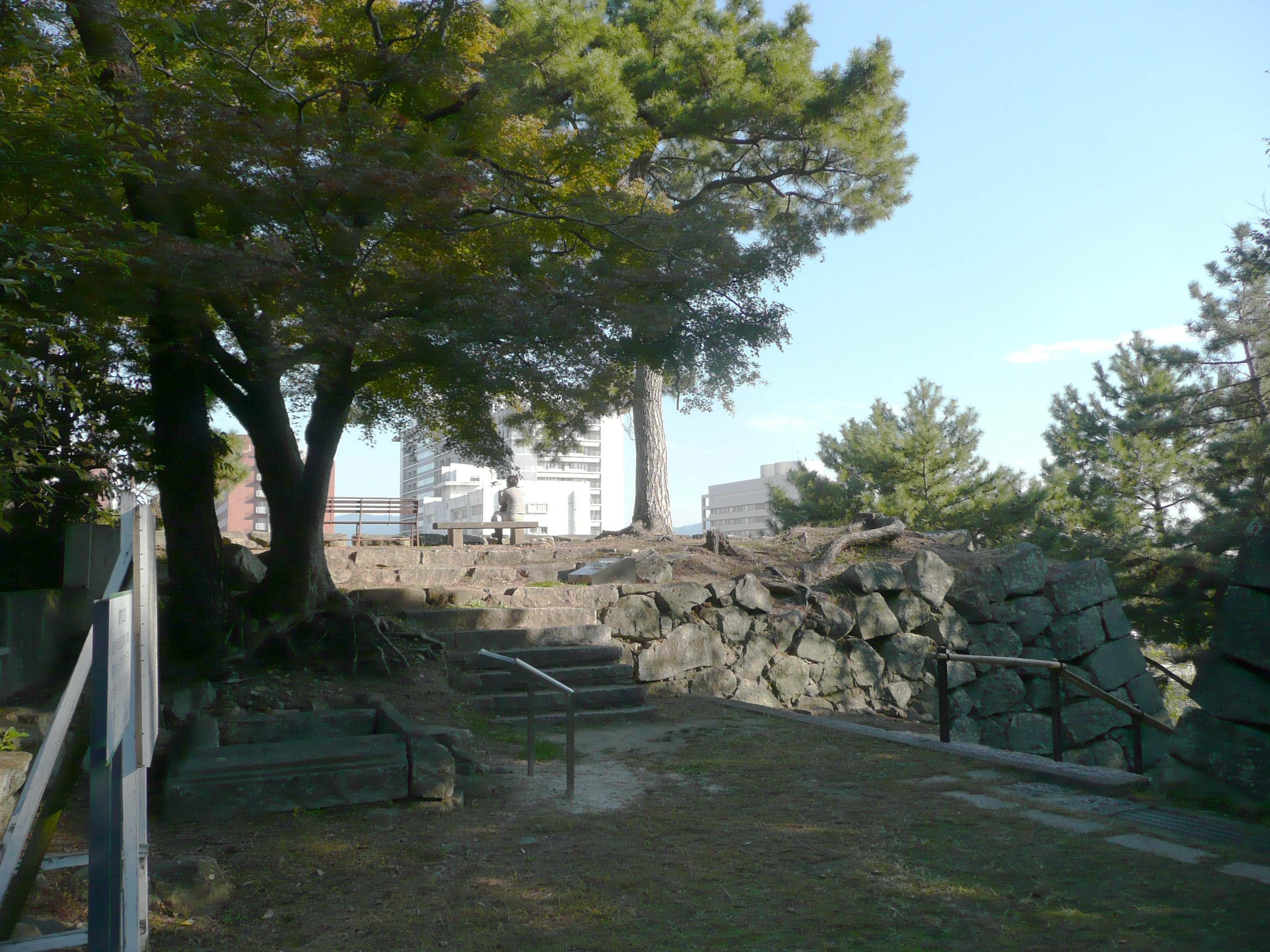
Vista de la torre de la Luna
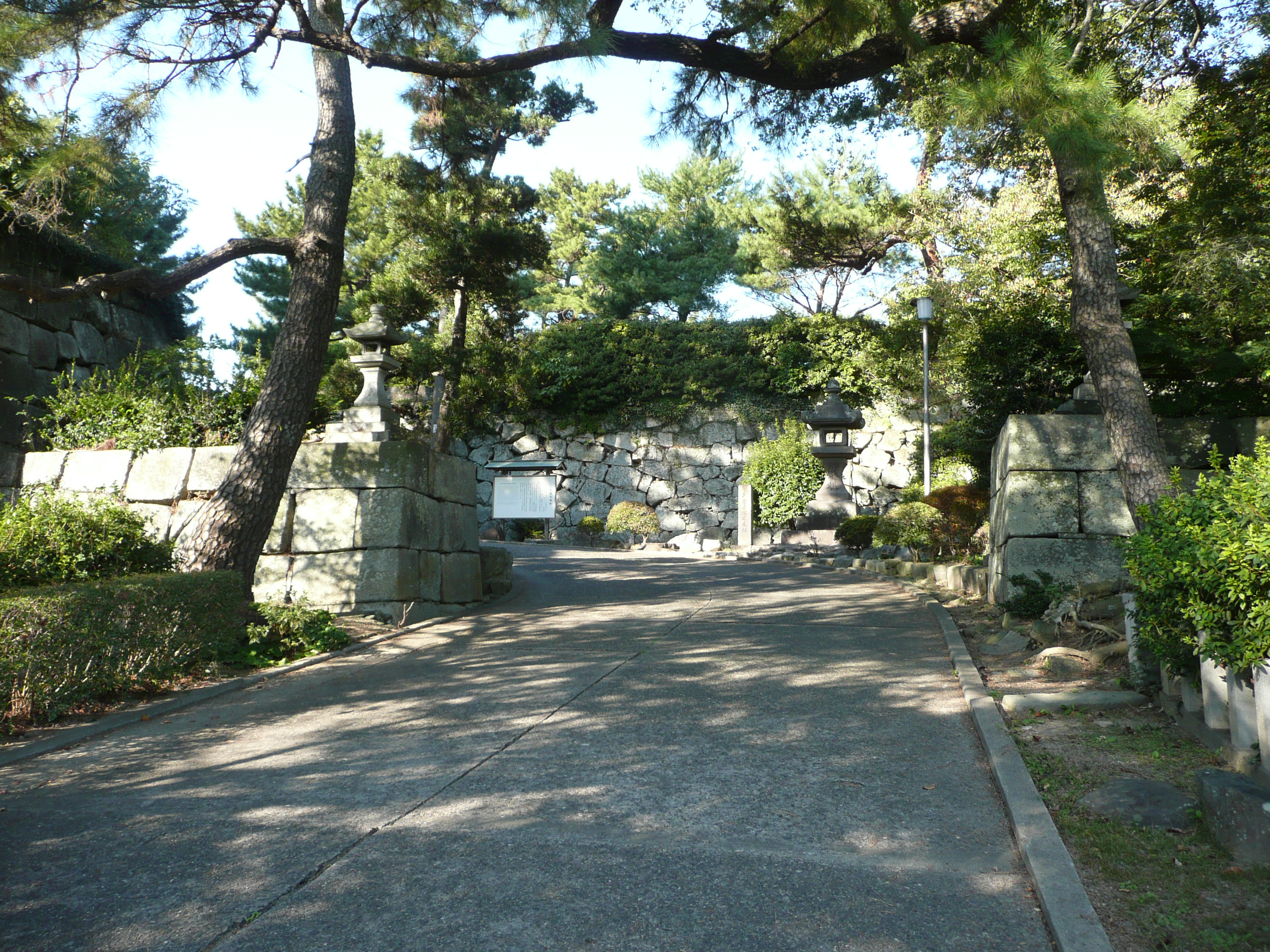
Templo Kabuki （vista frontal）
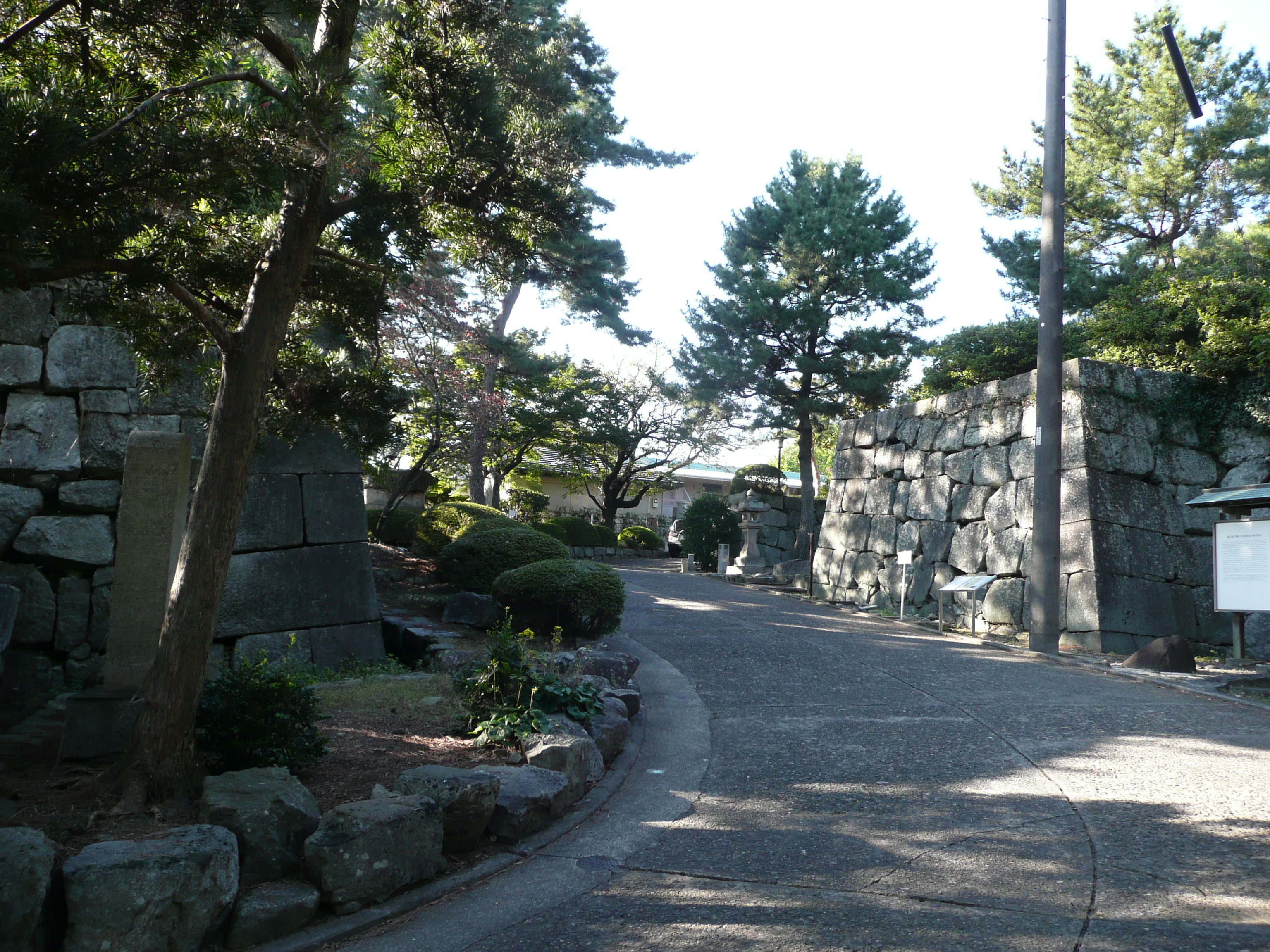
Pabellón del templo (冠木御門跡)
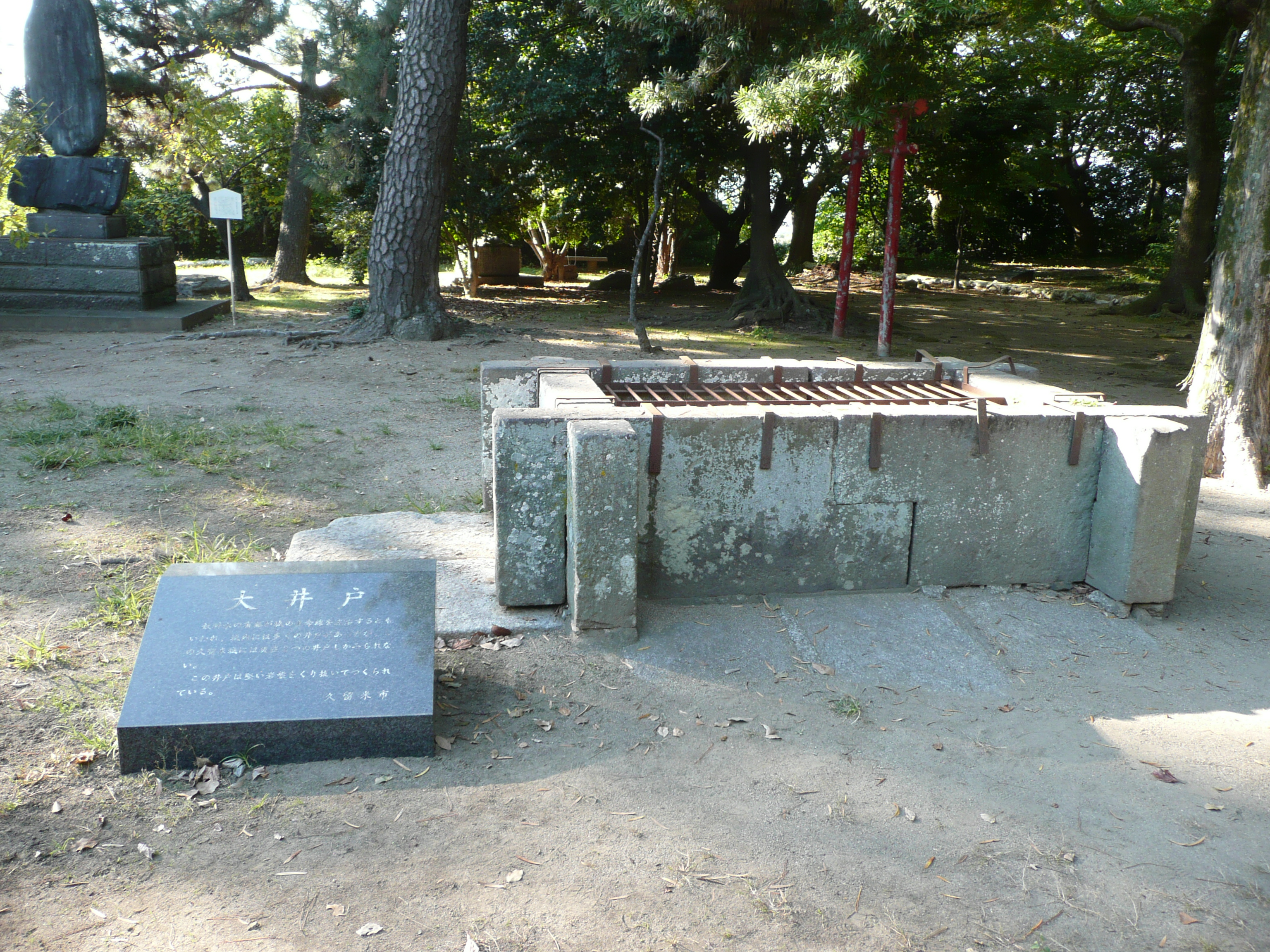
Gran Pozo de Agua (大井戸)